# میشل مک‌لارن
میشل مک‌لارن (به انگلیسی: Michelle Maclaren) کارگردان و تهیه‌کننده کانادایست که در سریال‌های مشهوری همچون پرونده‌های اکس، بازی تخت و تاج، برکینگ بد و مردگان متحرک کار کرده‌است. میشل متولد شهر ونکوور در بریتیش کلمبیا است و از سال ۲۰۱۰ نامزد دریافت ۵ جایزه امی ساعات پر بیننده بود که در سال ۲۰۱۳ و بخاطر تهیه‌کنندگی اجرایی سریال برکینگ بد برنده این جایزه شد.

## پیوند
میشل مک‌لارن در بانک اطلاعات اینترنتی فیلم‌ها